# Liz Wardley
Liz Wardley, née le 6 décembre 1979, est une skipper papouasienne-néo-guinéenne.

## Biographie
Elle habite à La Forêt-Fouesnant dans le Finistère.
Le 30 novembre 2009, elle s'élance pour un tour du monde avec étapes à bord du monotype SolOcéans. Deux semaines plus tard, elle démâte au large de l'île de Madère et abandonne sa tentative.

## Palmarès
- 2007 :
  - 4e du Trophée BPE
  - 8e du championnat de France de course au large en solitaire
- 2006 :
  - 24e de la Solitaire du Figaro
  - 20e de la Transat AG2R
  - 17e de la Solitaire de la Méditerranée
- 2005 : 25e de la Solitaire du Figaro
- 2004 :
  - 50e de la Solitaire du Figaro
  - 24e de la Generali Solo
- 2002 : 2e de l'Open demi-clé
- 2001-2002 : Équipière sur Amer Sports Too sur la Volvo Ocean Race
- 1999 :
  - 1er de la Sydney-Hobart en PHS Div 2, sur l'Elliot 36ft Phillip’s Foote[4]
  - 1er du championnat national d'Australie
- 1998 : 2e du championnat du monde de Hobie Cat